# Zheng Jie
Zheng Jie (chinês simplificado: 郑洁; chinês tradicional: 鄭潔; pinyin: Zhèng Jié; (Chengdu, 5 de julho de 1983), uma ex-tenista chinesa.
Zheng sempre focada mais em duplas, possui dois títulos do Grand Slam, no Australian Open e no Torneio de Wimbledon. Nos Jogos Olímpicos, conseguiu a medalha de bronze de duplas em Pequim 2008. Em duplas já alcançou o nº 3 da modalidade, e em simples, nº 15.
Seu último jogo foi na 1ª fase de duplas mistas no Torneio de Wimbledon de 2015. Não formalizou a aposentadoria, mas nunca retornou à competição tenística. Deu à luz seu primeiro filho em abril de 2016.

## Grand Slam finais

### Duplas: 3 (2 títulos, 1 vice)
| Posição | Ano  | Campeonato          | Piso  | Parceira      | Oponentes                            | Placar             |
| ------- | ---- | ------------------- | ----- | ------------- | ------------------------------------ | ------------------ |
| Campeã  | 2006 | Aberto da Austrália | Duro  | Yan Zi        | Lisa Raymond Samantha Stosur         | 2–6, 7–6(9–7), 6–3 |
| Campeã  | 2006 | Wimbledon           | Grama | Yan Zi        | Virginia Ruano Pascual Paola Suárez  | 6–3, 3–6, 6–2      |
| Vice    | 2015 | Aberto da Austrália | Duro  | Chan Yung-jan | Bethanie Mattek-Sands Lucie Šafářová | 4-6, 6-7(5–7)      |

## Premier Mandatory/Premier 5 finais

### Duplas: 5 (3 títulos, 2 vices)
| Posição | Ano  | Campeonato   | Piso   | Parceira           | Oponentes                        | Placar   |
| ------- | ---- | ------------ | ------ | ------------------ | -------------------------------- | -------- |
| Campeã  | 2006 | Berlin       | Saibro | Yan Zi             | Elena Dementieva Flavia Pennetta | 6–2, 6–3 |
| Campeã  | 2007 | Charleston   | Duro   | Yan Zi             | Peng Shuai Sun Tiantian          | 7–5, 6–0 |
| Vice    | 2008 | Indian Wells | Duro   | Yan Zi             | Dinara Safina Elena Vesnina      | 3–6, 1–6 |
| Campeã  | 2011 | Roma         | Saibro | Peng Shuai         | Vania King Yaroslava Shvedova    | 6–2, 6–3 |
| Vice    | 2012 | Cincinnati   | Duro   | Katarina Srebotnik | Andrea Hlaváčková Lucie Hradecká | 1–6, 3–6 |